# Sphagnum riparium
Sphagnum riparium ist ein zur Sektion Cuspidata gehörendes Torfmoos. Es wird im deutschen Sprachraum als „Ufertorfmoos“ oder „Ufer-Torfmoos“ bezeichnet.

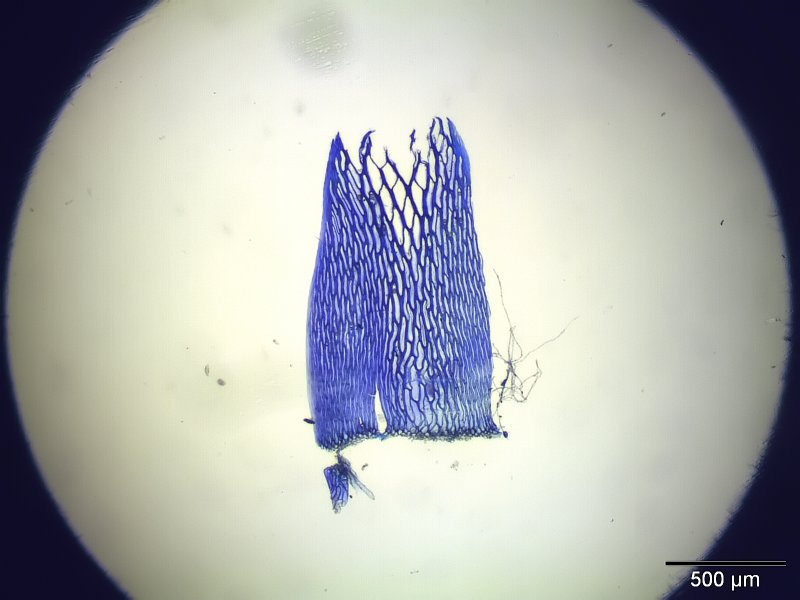
V-förmig eingeschnittenes Stammblatt

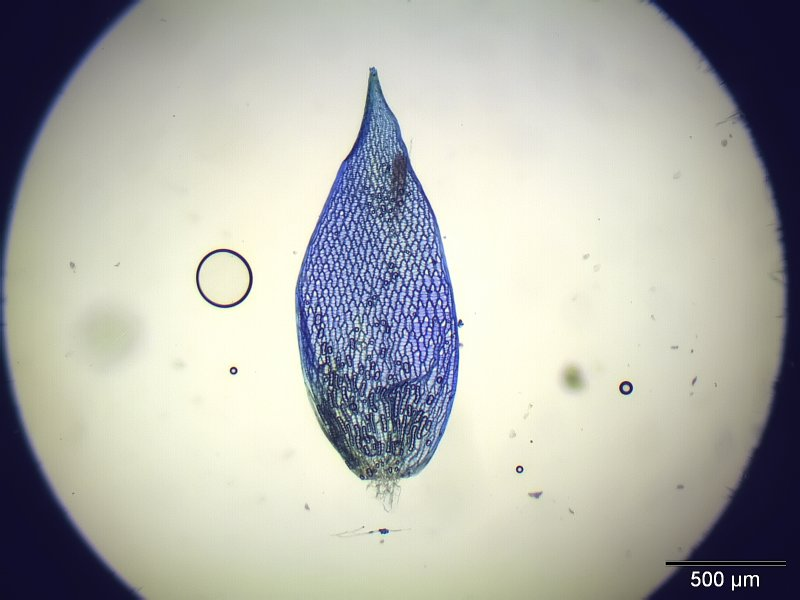
Eiförmig lanzettliches, lang zugespitztes Astblatt

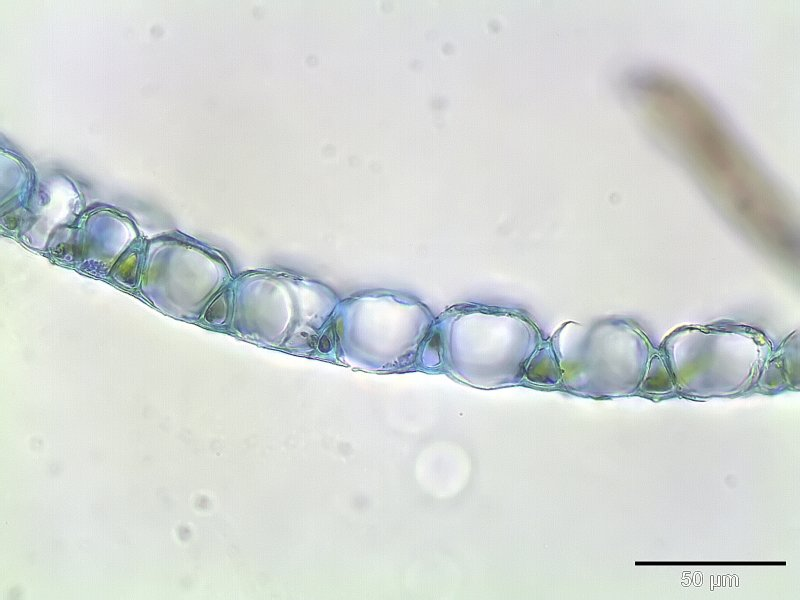
Astblatt-Querschnitt

## Erkennungsmerkmale
Sphagnum riparium bildet recht große, bleichgrüne oder an lichtexponierten Stellen auch blassgrünbraun gefärbte Pflanzen und ist bereits makroskopisch von den anderen Torfmoosen zu unterscheiden. So ist die Endknospe deutlich ausgebildet. Die reingrünen oder schwach gebräunten Stängel sind leicht zerbrechlich. Die hängenden, etwa 1,4 mm langen, zungenförmigen Stängelblätter sind an der Spitze eingeschnitten oder seicht V-förmig ausgefranst. Die eiförmig lanzettlichen, lang zugespitzten Astblätter werden etwa 1,5 bis 3 mm lang und sind trocken wellig und hakenförmig zurückgekrümmt.
Mikroskopisch bedeutende Merkmale sind die vergrößerten Rindenzellen, die 2 bis 3 Lagen bilden. Die Stammblatt-Hyalocyten weisen keine Fibrillen oder Poren auf. Die Astblatt-Chlorocyten erscheinen im Querschnitt dreieckig und sind meist beiderseits freiliegend und werden höchstens innen von den gewölbten Hyalocyten eingeschlossen.
Verwechslungsgefahr besteht vor allem mit dem Trügerischen Torfmoos  (Sphagnum fallax), dessen Stammblätter jedoch keinen V-förmigen Einschnitt aufweisen und anders geformt sind.

## Vorkommen
Sphagnum riparium besiedelt mesotrophe und minerotrophe, nasse Wald- und Niedermoore, Bachufer, Schlenken und Moorränder. Die pH-Mittelwerte sollen um etwa 4,4 liegen. Am Moorrand wird es oft vom Trügerischen Torfmoos  (Sphagnum fallax) oder dem Russow-Torfmoos (Sphagnum russowii) abgelöst, mit denen es auch Mischbestände bilden kann. Häufiger wächst es auch mit Sphagnum squarrosum, der Schnabelsegge (Carex rostrata) oder mit der Braun-Segge (Carex nigra) zusammen. Sphagnum riparium ist eine hauptsächlich kontinental-boreal   verbreitete Art, die auf die Regionen der Nordhalbkugel beschränkt ist. In Asien findet man diese Torfmoosart in China, Japan, im russischen Ostasien und Sibirien. Nordamerika wird von Grönland als nördlichstem Verbreitungsareal über Alaska und die kanadischen Provinzen bis zu nord- und nordöstlichen Bundesstaaten der USA mit Indiana als südlichstem Vorkommen besiedelt. In Europa ist Sphagnum riparium in Nord-Skandinavien sehr häufig, während das Vorkommen weiter südlich seltener wird. In Deutschland  wird die Art in den Ländern Mecklenburg-Vorpommern, wo es sich leicht in Ausbreitung befindet, in Brandenburg, Thüringen, Rheinland-Pfalz und Baden-Württemberg gemeldet. Weiters wird Sphagnum riparium auch als eine in Österreich vorkommende Art beschrieben.

## Gefährdung und Schutzmaßnahmen
Die Torfmoosart Sphagnum riparium wird durch die Zerstörung ihrer Lebensräume gefährdet. Die Weltnaturschutzunion IUCN führt sie global gesehen nicht in ihrer Roten Liste gefährdeter Arten. Die Bundesrepublik Deutschland stellt die Art bundesweit auf die Vorwarnliste („V“). Ihre Länder Thüringen und Rheinland-Pfalz listen sie in der Gefährdungskategorie „3“ und somit als gefährdet. Das Land Brandenburg bezeichnet sie als „verschollen“.
Auf europäischer Ebene wird die Art wie alle Torfmoose in der Fauna-Flora-Habitat-Richtlinie Nr. 92/43/EWG in der aktualisierten Fassung vom 1. Januar 2007 mit Schutzmaßnahmen bedacht, die Entnahme oder Nutzung regeln können (Anhang V) und die Einrichtung von Schutzgebieten vorschreiben (Anhang I).
In Deutschland wird nach dem Bundesrecht die Art – wieder wie alle Torfmoose – in der Anlage 1 der Bundesartenschutzverordnung – kurz BArtSchV – geführt und damit unter besonderen Schutz gestellt.
In den USA wird Sphagnum riparium von den Bundesstaaten New Jersey und Ohio unter dem Code „E“ für „Endangered“ als bedrohte und gefährdete Torfmoosart geführt.